# Proteína ribosómica
Una proteína ribosómica, proteína-r o (RP en inglés), es cualquiera de las proteínas que, junto con el ARNr, forman las subunidades del ribosoma, involucradas en el proceso celular de traducción. Una gran parte del conocimiento sobre estas moléculas orgánicas proviene del estudio de los ribosomas de la bacteria E. coli. 

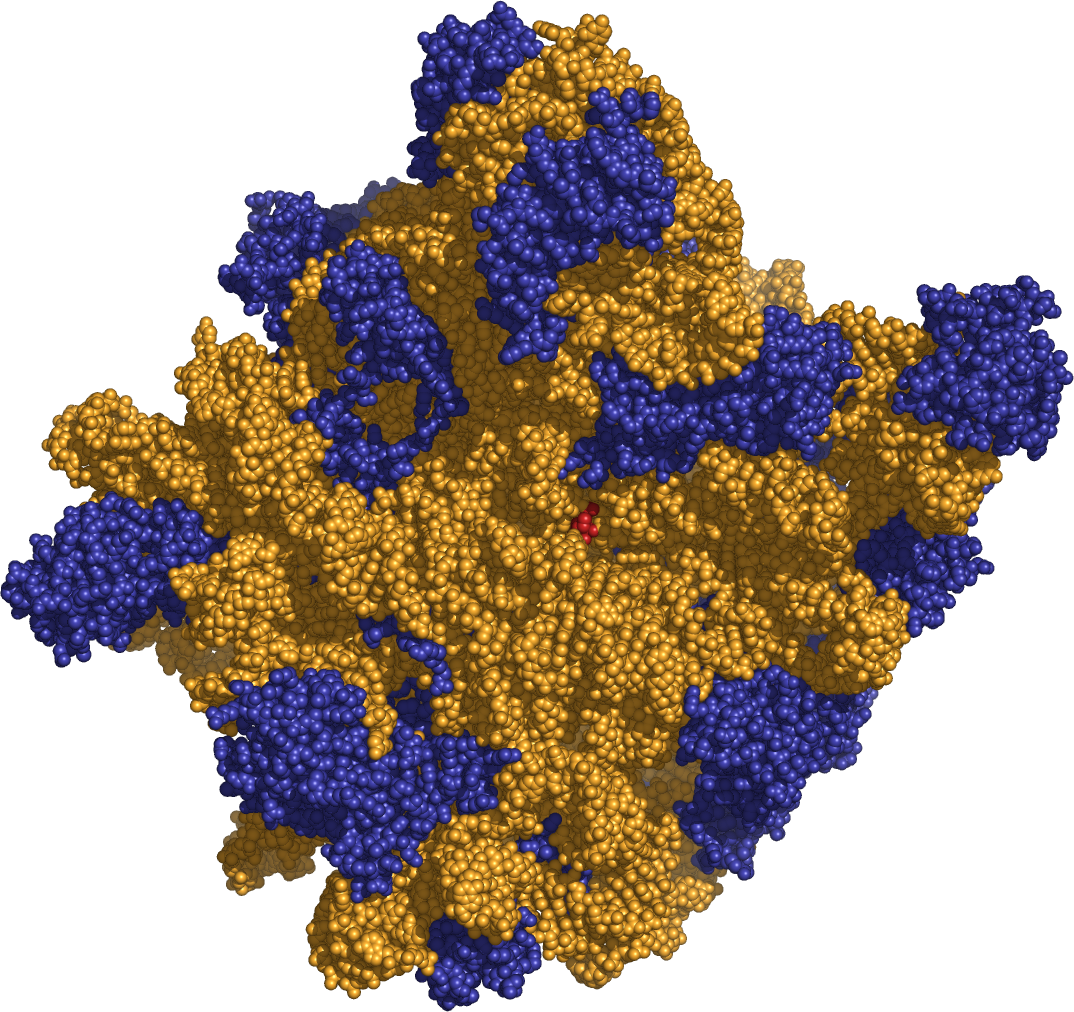
En azul se muestra las proteínas ribosómicas de una subunidad mayor procariota (50S). En color ámbar se muestra el ARN ribosómico.

Los microorganismos procariotas poseen en promedio unas 21 proteínas en la subunidad menor y unas 31 proteínas en la subunidad mayor del ribosoma.
Por otro lado, la célula eucariota presenta mayor complejidad en la fisiología de sus ribosomas, los cuales se sintetizan en el núcleo pero actúan en el citoplasma; además de tener proteínas ribosómicas en los ribosoma mitocondrial  (mitorribosomas) y en el caso de las plantas también en los plastorribosomas (plastidiales). Los ribosomas citoplasmáticos eucariotas tienen unas 33 proteínas en la subunidad menor y unas 49 proteínas en la subunidad mayor.
Una característica importante de las proteínas ribosómicas, está en que se encuentran entre las proteínas más altamente conservadas en todas las formas de vida. Se considera que hay unas 33 proteínas-r que son universales, es decir, que se encuentran en todos los dominios de la vida; de las cuales 15 son de las subunidades ribosómicas menores (RPSs) y 18 de las mayores (RPLs); por lo que las demás son específicas.
A pesar de su alta conservación durante miles de millones de años de evolución, la ausencia de varias proteínas ribosómicas en ciertas especies muestra que se han agregado y perdido en el transcurso de la evolución. Esto también se refleja en el hecho de que varias proteínas-r no parecen ser esenciales cuando se eliminan en el laboratorio.

## Ejemplos

### En procariontes
E. coli presenta 22 proteínas ribosómicas en la subunidad menor 30S, las cuales llevan un nombre de subunidad que va desde la proteína-r S1 hasta la S22. Si hay proteínas homólogas en otras especies (procariotas o eucariotas), conservan el mismo nombre de subunidad, y el nombre específico, en este caso para E. coli, la proteína S1 por ejemplo se denomina RS1_ECOLI.
E. coli tiene 33 proteínas ribosómicas en la subunidad mayor 50S y se llaman de L1 a L36. Todas ellas son diferentes con tres excepciones: una proteína se encuentra en ambas subunidades (S20 y L26), L7 y L12 son formas acetiladas y metiladas de la misma proteína y L8 es un complejo de L7/L12 y L10.
El peso molecular está entre 4.4 y 29.7 kDa, con excepción de S1 que pesa 61.2 kDa.

### En eucariontes
Las proteínas ribosómicas eucariotas citoplasmáticas están relacionadas con las arqueanas, a tal punto que en Archaea no habría proteínas-r exclusivas. En cambio las proteínas-r mitocondriales y plastidiales están relacionadas con las bacterianas.
En el ser humano hay 35 proteínas ribosómicas en la subunidad menor 40S que son las siguientes: S2, S3, S3a, S4X, S4Y1, S4Y2, S5, S6, S7, S8, S9, S10, S11, S12, S13, S14, S15, S15a, S16, S17, S18, S19, S20, S21, S22, S23, S24, S25, S26, S27, S28, S29, S30, SA y RACK1.
Las 47 proteínas-r humanas de la subunidad mayor 60S son: L3, L4, L5, L6, L7a, L7, L8, L9, L10a, L10, L11, L12, L13a, L13, L14, L15, L17, L18a, L18, L19, L21, L22, L23a, L23, L24, L26, L27a, L27, L28, L29, L30, L31, L32, L34, L35a, L35, L36a, L36, L37a, L37, L38, L39, L40, L41, P0, P1 y P2.
Como ejemplo de proteínas mitocondriales ribosómicas, tenemos el caso de Drosophila melanogaster, en donde se ha realizado una investigación genética detallada y se ha encontrado 28 proteínas en la subunidad menor (mRpS) y 47 en la subunidad mayor (mRpL).

## Uso en el análisis filogenético

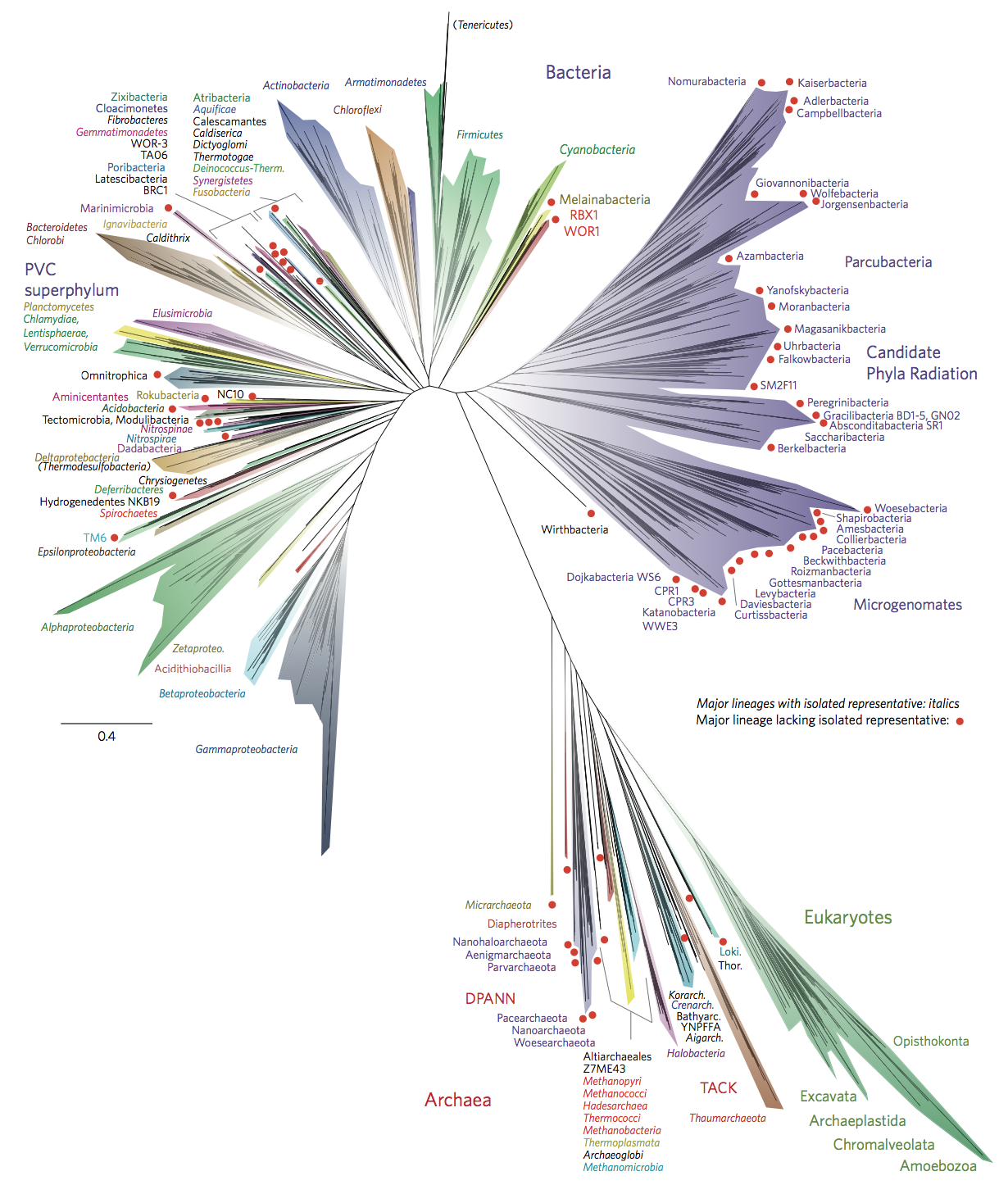
Árbol de la vida elaborado de acuerdo con el análisis filogenético de las proteínas ribosómicas universales, mediante el cual se identificó un nuevo supergrupo conformado por las ultramicrobacterias, las cuales no son cultivables y se han denominado provisionalmente Radiacion de filos candidatos (CPR).

El ribosoma es una de las estructuras más antiguas y mejor conservadas del mundo biológico. El análisis filogenético molecular dio su primer gran paso cuando en 1977 Woese y colaboradores descubrieron la gran divergencia entre arqueas y bacterias gracias al estudio del ARN ribosómico, en particular del ARNr 16S procariota. Un alto nivel de conservación permite una alineación confiable de las secuencias de proteínas ribosómicas individuales, y además existen altas barreras selectivas para las transferencias horizontales de estos genes. Estas características hacen que las secuencias de proteínas ribosómicas sean óptimas para construir árboles filogenéticos confiables, especialmente para grupos relacionados distantemente.
La utilización de las proteínas ribosómicas en el análisis filogenético, ha sido un suceso revolucionario porque produce un árbol de mayor resolución que el que se obtiene de un solo gen, como el ampliamente utilizado ARNr 16S. El uso de proteínas ribosómicas evita los artefactos que surgirían de las filogenias construidas usando genes con funciones no relacionadas y sujetas a diferentes procesos evolutivos. Otra ventaja importante de las proteínas elegidas es que tienden a ser sinténicas y se ubican en una pequeña región genómica en los procariontes, lo que reduce los errores de agrupamiento que podrían perturbar sustancialmente la geometría de un árbol. También encontramos una ventaja en que este método incluya a organismos con secuencias de genes de ARNr incompletas o no disponibles, lo que permite identificar radiaciones más profundas y definir supergrupos.